# Rio Apiaí-Mirim
Rio Apiaí-Mirim är ett vattendrag i Brasilien.   Det ligger i delstaten São Paulo, i den södra delen av landet, 900 km söder om huvudstaden Brasília.
Omgivningen kring Rio Apiaí-Mirim är en mosaik av jordbruksmark och naturlig växtlighet. Området är ganska glesbefolkat, med 21 invånare per kvadratkilometer.